# Aerangis spiculata
Aerangis spiculata är en orkidéart som först beskrevs av Achille Eugène Finet, och fick sitt nu gällande namn av Karlheinz Senghas. Aerangis spiculata ingår i släktet Aerangis och familjen orkidéer. Inga underarter finns listade i Catalogue of Life.